# Cabeção
Luís Morais, detto Cabeção (San Paolo, 23 agosto 1930 – San Paolo, 6 gennaio 2020), è stato un calciatore brasiliano, di ruolo portiere.

## Caratteristiche tecniche
Giocava come portiere; nonostante l'altezza, inferiore al metro e ottanta, riuscì a imporsi come uno dei migliori portieri dell'epoca, contendendo spesso a Gilmar il posto da titolare al Corinthians.

## Carriera

### Club
Fin da giovanissimo giocò per le giovanili del Corinthians — nelle quali entrò a otto anni, vincendo svariati trofei di categoria — e debuttò in prima squadra nel 1949. Nel 1951 disputò da titolare il vittorioso campionato Paulista, mentre l'annata successiva lo vide sedere in panchina, con il suo posto preso da Gilmar. Passò anche svariati periodi in prestito, ma la società non lo cedette a titolo definitivo fino al 1967, anno in cui passò al Juventus, club paulista. Dal 1967 al 1969 giocò per la Portuguesa Santista.

### Nazionale
Giocò solo una partita, peraltro non ufficiale, con la nazionale brasiliana, subentrando a Veludo. Fu convocato in qualità di terzo portiere al campionato del mondo 1954.

## Palmarès

### Club

#### Competizioni nazionali
- Torneo Rio-San Paolo: 4

Corinthians: 1950, 1953, 1954
Portuguesa: 1955
- Campionato paulista: 3

Corinthians: 1951, 1952, 1954

### Nazionale
- Campionato Panamericano: 1

1952